# 飛天小女警Z
《飛天小女警Z》（日语：出ましたっ！パワパフガールズZ，簡稱PPGZ）是一部改編自美國動畫《飛天小女警》的日本動畫作品，於2006年至2007年間在東京電視台首播，亦為東映動畫創立50周年紀念作品。

## 登場角色

### 小女警/主角群
姓氏命名來源皆取自東京都世田谷區北澤的地名。只要有事件，在透過機械狗奇奇的呼喊，即可利用變身腰帶變身；第九集經由尤教授改造後可以個別變身。口號是「愛的力量、正義的化身」。與原作不同的是，動漫重塑的女主角是普通的八年級學生，彼此無關，也與教授無關。她們並非總是超級英雄，而是被賦予了變身飛天小女警Z的能力。在英文配音中，無論她們是否變身，她們都被簡單地稱為 Blossom、Bubbles 和 Buttercup。
三位小女警的角色原型皆取自《飛天小女警》，但有不少原創設定，且有各自的出身。
- 赤堤桃子／超能花花（赤堤ももこ、あかづつみ ももこ／ハイパー・ブロッサム）

聲優：加藤英美里（日本）；唐小喜（中国）；楊凱凱 （台湾） ；曾秀清（TVB）、周文瑛（Cable）（港）
个人标记：「♡」
代表顏色：  粉红色
本作品女主角之一，也是第一女主角。
私立東京市學園中學部1-2年級生、13歲（2007年版14歲）。暱稱桃子。姓氏由來為東京都世田谷區的「赤堤」。
性格活潑開朗。具有相當長的橘色馬尾辮並綁著紅色大蝴蝶結，可當作迴力標使用（原作為炸彈）。喜愛吃甜點，甚至許多攻擊名稱都跟點心有關，例如：「冰淇淋麻糬射擊」、「草莓麻糬射擊」、「蘋果派射擊」…等。在她的眼中到處都有帥哥，而遇見自己心儀的會變得極度興奮；偶爾更會主動向看上眼的對象示愛，但從未被接受過。對特攝片的著迷程度是全年級知名的。
因為代表色的關係，自認是三位小女警之中的隊長，但也似乎具有當英雄的資質，每當小女警們在戰鬥中陷入困難，大部分都是靠桃子的辦法突破。作戰使用武器為溜溜球，具有強烈殺傷力。
比起其他角色，桃子（花花）和原作角色的個性反差最大。
- 豪德寺都／旋轉泡泡（豪徳寺みやこ、ごうとくじみやこ／ローリング・バブルス）

聲優：宮原永海（日本）；張安琪（中国）；林美秀（台湾）（台）；何璐怡（TVB）、鄭家蕙（Cable）（港）
个人标记：「○」
代表顏色：  水色
本作品女主角之一。
私立東京市學園中學部1-2年級生、13歲（2007年版14歲）。暱稱小都。姓氏由來為東京都世田谷區的「豪德寺」。
有著天然呆性格，綁金髮雙馬尾，可聽懂非人類語言，喜歡可愛事物。從小至今都與祖母同居，兩人同住在一間老房子。
作戰使用武器為大型吹泡泡工具，吹出來的泡泡可具有攻擊力，亦可包住任何物品。
櫃子總被放滿情書，也是全年級最受歡迎的女生，不過男生們的邀約都被她欣然婉拒。
初戀對象為鯰貝高明，依劇中線索來看，彼此認識的時間大約只有2分鐘又30秒。
- 松原薰／強力毛毛（松原かおる、まつばらかおる／パワード・バターカップ）

聲優：川名真知子（日本）；关晓彤（中国）；詹雅菁 （台湾）梁少霞（TVB）、曾月娥（Cable）（港）
个人标记：「☆」
代表顏色：  綠色
本作品女主角之一。
私立東京市學園中學部1-2年級生、13歲（2007年版14歲）。暱稱小薰（中文稱薰薰）。姓氏由來為是東京都世田谷區的「松原」。
紫黑色短髮。因為家中只有一位女孩，其餘都是兄弟，故對任何事情有強烈挑戰，也很有男子氣概，不會因一點挫折而感到氣餒，反而愈挫愈勇；在學校是全年級最棒的運動健將；不喜歡人家和她貼得太近，特別是囉嗦的女孩子；對於變身後必須要穿裙子感到相當討厭，初期因穿著太少時常感冒，後期則已習慣，但被人說適合穿裙子時仍會相當憤怒。
是三位小女警之中的皇牌，作戰使用武器為大鐵鎚，不僅可對敵人「敲打」，也能使出「衝擊波」。
似乎非常受到女性同學的愛慕。
有一次為了追求一位學長而改變造型，結果似乎有著能讓男性心動不已的威力，但只維持一集就消失。
夢想似乎是成為職業摔角手。

### 小女警的親朋好友

#### 取自原作
- 尤塔尼恩‧北澤教授（ユートニウム‧北沢、ゆーとにうむきたざわ）

聲優：日本：楠大典；美國：路易斯·奇里洛；台灣：孫德成；香港：蘇強文（TVB）
簡稱「尤教授」，動畫版年齡三十五歲。在一間名叫「國際科學研究所」的實驗室內研究各項高科技實驗的博士，「化學物X」的創造者，「化學物Z」是因為機器狗奇奇不小心把大福丟入「化學物X」後，產生比「化學物X」更強的化學物，才取名為「化學物Z」。
飛天小女警Z並不是他採用糖、香料，以及一切美好的事物所創造的，故與尤教授無直接關係，但尤教授卻自認是她們的代理父親，因此對於小女警們如果有戀愛等一些大事，會顯得特別擔心。
其姓氏由來是日本東京都世谷地區一個叫做下北沢（しもきたざわ）的地方（其子小賢的姓氏來源亦相同）。
- 市長先生（メイヤー市長／めいやーしちょう）

聲優：日本：田中秀幸；美國：亞歷克·威洛斯；台灣：孫中台；香港：黃子敬（TVB）、黃啟明（Cable）
漫畫版年齡五十二歲。與原作不同於身高提升許多、沒有禿頭，但依舊膽小懼怕、愛吃點心。負責掌管東京市，當東京市任何一個地方有危機需要小女警們的幫忙，就會透過螢光幕向尤教授求救，但矛盾點在第三十九話第二部分，怪獸謊報北海道遭到怪獸襲擊，還是請飛天小女警Z去北海道出任務，顯然超出東京市的範圍。
下午三點的點心時間是他萬萬不能錯過的好時光，如果有人打擾的話便會十分憤怒。
對於市長的職位非常重視，所以當小女警因為怪物影響而說要出來選市長時，還顯得憂心忡忡。
- 貝倫小姐（ミス・ベラム）

聲優：日本：川浪葉子；美國：妮可·奧利佛；台灣：魏晶琦；香港：陸惠玲（TVB）、林司聰（Cable）
全名為“莎拉‧貝倫”，現任市長先生的助理，漫畫版年齡三十五歲。身材高挑、時常穿著白色連身衣、留著金色波浪長髮。作品中任何人都能看到她的真面目，但依舊不讓電視機前的觀眾看清楚。
- 基妮老師（キ－ン先生／き－んせんせい）

聲優：日本：秋谷智子；美國：塔碧莎·卓曼；台灣：魏晶琦；香港：沈小蘭（TVB）
原作擔任小橡樹幼稚園的老師，即使舞台轉到東京市國中，仍是三位小女警們班上的導師（其實是經由安排，三人才會同班），在動畫版中是教文科的。
非常有愛心，曾在魔人啾啾駕駛魔人機器人破壞學校時，不但不畏懼，更向魔人啾啾說明「性本善」的道理，並請魔人啾啾不要再破壞學校。
認識一些知名人物，包括美國總統和男明星。
對於小女警要出動而暫時離開的藉口，有一套應付方法，似乎是當中最能壓制小女警的人。
男友是個地底人，雖然曾與他短暫分手過，但最後還是忘不了他，而與他復合。

#### 原創
- 北澤賢（北沢　ケン、きたざわけん）

聲優：日本：大本真基子；美國：凱西·薇瑟樂克；台灣：馮嘉德；香港：黃玉娟（TVB）
通稱小賢，在作品中是尤教授的獨生子，也是尤教授的助理。動畫版年齡八歲，但已從醫學系畢業，取得博士學位，可說是奇才。
在第一集中，為了拯救地球「不尋常的氣候」，擅自使用與父親尤教授「共同研發」的「化學物Z」，結果打破冰山內封印著「他」的靈魂、表面塗滿Kennainum he的箱子，桃子、小都及薰薰都是因為不小心被四散的Kennainum he（白光）波及到，而產生不可思議的力量，但飛散的「他」的靈魂（黑光）也造成其他敵人的產生。
母親在他很小的時候就離開他，並登上宇宙太空站工作，也由於通訊問題，自此兩人很少見面，所以小賢總是很孤僻。
初期有時候會「不小心」稱父親為爸爸，然後更正「口誤」，對父親的感覺仍然生疏。
雖然個性看來早熟，但也有要小女警幫買棒棒糖之小孩性格的一面。
- 小賢的媽媽（ケンのママ）

聲優：日本：詩乃優花；台灣：魏晶琦；香港：黃麗芳（TVB）
極少登場，因為自小賢小時候就離開家庭至外太空，是必須時常登上宇宙船工作的一位女性，雖對小賢疼愛有加，唯不能與小賢面對面的見面，是一大遺憾。
- 奇奇

聲優：日本：金田朋子；美國：馬特·希爾（ep 1-37a）→西蒙·希爾（ep 37b-52）；台灣：楊凱凱；香港：伍秀霞（TVB）、林司聰（Cable）
一隻由尤教授創造出的機械狗，是為了讓小賢不要太寂寞而有的機械狗。在小賢擅自使用「化學物Z」後，原本奇奇不會說話，被白光擊中後變得會說話。每次說話都會加上「噠汪（Dawan／）」為結尾。
能夠感應到邪惡勢力（黑色氣團），當東京市區需要小女警們的幫忙，就跟美版原作一樣，成了「熱線」（Hotline），無論小女警們在多遠的地方（除了地下室、外太空或其他訊息收不到的地方外），小女警的變身腰帶都能接收得到奇奇呼叫的聲音，此時就是小女警們該出任務的時候。
性別不明，但曾經愛上藍寶石，而願意成為公狗，但最後還是被藍寶石甩掉。
- 校長

聲優：日本：西村知道；台灣：于正昇；香港：張炳強→源家祥（TVB）
市長先生的弟弟，也是小女警們所在學校的校長，有不倒翁般的臉譜是其特徵。
跟哥哥一樣喜愛甜點。
- 數學教師（数学の教師／すうがくのきょうし）

聲優：日本：江川大輔；台灣：林谷珍；香港：朱子聰（TVB）
第一話正式登場，在該話剛好小女警們的變身腰帶閃爍，表示奇奇給了她們任務，雖然「不約而同」的向數學老師報備「因肚子痛去保健室休息一會」，數學老師感到困惑一陣子後又「若無其事」地繼續講解黑板上的數學公式。
- 理科老師（理科の先生／りかのせんせい）

聲優：日本：麻生智久；台灣：林谷珍→孫德成（第45集上）；香港：林國雄（TVB）
負責在桃子、小都和薰薰班上教導的老師，其負責科目為生物、物理、化學等理科科目。
任教已有四十年，教學經驗豐富。而小女警們頻頻上課一半就到保健室的舉動，也讓他注意到。
- 中目黒華代（なかめぐろ はなよ）

聲優：日本：石毛佐和；台灣：魏晶琦（第三集下）→林美秀；香港：陳凱婷（TVB）
- 碑文谷文佳（ひもんや ふみか）

聲優：日本：安田早希；台灣：馮嘉德；香港：張頌欣（TVB）
以上兩位是桃子、小都和薰薰的同班同學，也是白金姬子的跟班。曾因沾到「他」的黑粉而變成怪獸（請參照跟班二人組） 。
其姓氏由來，是日本東京都目黑地區的中目黒與碑文谷。
- 金時櫻子（金時櫻子）

聲優：日本：宍戸留美；台灣：馮嘉德；香港：鄭麗麗（TVB）
十五歲。是一家極富盛名的點心店金時堂的負責人，性格溫柔，被黑光打中後，可以變成與櫻子差異之大的邪惡女性瑟杜莎（請參照反派角色）。
當金時櫻子不是瑟杜莎的時候，就不是女孩們的敵人，而桃子也非常喜愛金時堂的甜點。
- 莊一郎（荘一郎／そういちろう、Souichirou）

聲優：日本：山口勝平；台灣：于正昇；香港：張預東（TVB）
與金時櫻子彼此愛戀，《飛天小女警Z》原創角色。起初並不知道櫻子因為黑光而會成為怪獸，也因此，即使瑟杜莎努力要勾引他，卻都被他無視；後期親眼看見這個事實，令他難以相信。
對櫻子相當癡情，曾為了幫助他而到處找尋優秀的紅豆和放棄大公司的工作，以便研究種出最好的紅豆。

### 小女警的家人
均為《飛天小女警Z》原創角色。
桃子（超能花花）
- 赤堤八三（赤堤八三／あかつつみはちさん）

聲優：日本：鹽屋浩三；台灣：林谷珍；香港：招世亮（TVB）
桃子的爸爸。
- 赤堤柿子（赤堤柿子／あかつつみかきこ）

聲優：日本：岡村明美；台灣：馮嘉德；香港：雷碧娜（TVB）
桃子的媽媽。
- 赤堤栗子（赤堤くりこ／あかつつみくりこ）

聲優：日本：齋藤千和；美國：艾琳·馬修斯；台灣：馮嘉德（第3集下）→龍顯蕙；香港：張頌欣（TVB）
桃子的妹妹，第二十四話正式登場，與小賢同一班。
可能是受了姊姊的影響，和桃子同樣愛看特攝片；值得一提的是栗子非常著迷於劇中男性之間的情誼。
小都（旋轉泡泡）
- 豪徳寺清子（豪徳寺清子／ごうとくじきよこ）

聲優：日本：渡邊美佐；美國：凱西·薇瑟樂克；台灣：魏晶琦→馮嘉德；香港：蔡惠萍（TVB）
小都的祖母。
是傳統的賢慧女性，非常重視女生的舉止。
薰薰（強力毛毛）
- 松原時夫（松原時夫／まつばらときお）

聲優：日本：園部啓一；美國：布萊恩·德拉蒙德；台灣：林谷珍；香港：葉振聲（TVB）
薰薰的父親，也是職業摔角手，而除了洗澡以外，總是會戴上摔角面具，似乎不想讓其他人「看清楚」他的真面目，不過在與「大熊貓假面」（パンダマスク）對戰時下了約定，要是摔角比賽輸了，輸家必須摘下自己的面具，給大家看清楚真面目，最後薰薰的父親贏了，但也在私底下讓薰薰「看清楚」，薰薰想不到自己還有一位英俊的父親，不過依然沒給觀眾看到。
- 松原滿（松原満／まつばらみつる）

聲優：日本：皆口裕子；美國：吉利安·邁克爾斯；台灣：楊凱凱；香港：伍秀霞（TVB）
薰薰的母親，時常笑口常開並與老公相當恩愛。
- 松原大（松原ダイ／まつばらダイ）

聲優：日本：山口眞弓；美國：大衛·赫維茨；台灣：魏晶琦（第3集下）→于正昇；香港：張預東（TVB）
薰薰的哥哥。
正是桃子喜歡的類型，在第四十一話第二部分中，與薰薰交換了身體的桃子不但被他又摟又抱，還意外看到他剛洗完澡只穿條四角褲走出來的模樣，令她大呼過癮。
- 松原翔（松原ショウ：／まつばらショウ）

聲優：日本：砂倉加奈子；美國：凱斯琳·巴爾；台灣：林美秀（第3集下）→龍顯蕙；香港：袁淑珍（TVB）
薰薰的弟弟。

### 其他非反派角色
除了大江戶超能少女組以三位小女警為基底而設定，均為《飛天小女警Z》原創角色。
- 英雄

聲優：日本：草尾毅；台灣：于正昇；香港：黃榮璋→張預東（TVB）
第七話正式登場，是一個日本特攝節目內的主角，也曾被市長聘請成為「一日市長」，不過膽子非常小，連氣球破掉的聲音也會害怕，可謂「虛有其表」。
魔人啾啾想要佔領市長之座，以征服世界之同時，看到英雄好欺負也懦弱，就趁著大家不注意將英雄抓來當人質，最後超能花花想起在節目中，英雄以強烈的日光為背景，讓敵人睜不開雙眼，也用同樣的方法，擊敗魔人啾啾，英雄才得以被拯救。
- 大江戶超能少女組（大江戸ちゃきちゃき娘／おおえどちゃきちゃきむすめ）

第三十話的主要角色，是尤教授對小賢提到的三位人物。尤教授提到在江戶時代，有一個非常陰險的惡人無惡不作，那就是「他」，「他」最愛焚燒民宅，因為可以取暖，很多官兵都拿「他」沒有辦法。
一位叫做平賀賢內（平賀ケン内／ひらがけんない）的博士，創造了叫做Kennainum he（ケンナイニウム　ヘ）的化學物，用來對付「他」，平賀賢內博士在街上看中三名女孩子，就拿著Kennainum he對著三位女孩子灑，頓時間，三位女孩子有了超能力，也能飛翔，平賀賢內深信，有了Kennainum he，超能少女組們就能輕易地對付「他」這個頭號怪物。不過，超能少女組的一位成員對平賀賢內博士的命名似乎有點不太滿意，也有成員認為不用名字才比較好，爭論不休的同時，有人告知「他」出來大肆破壞了，這時平賀賢內博士就請超能少女組去打敗「他」。
一開始，超能少女組們雖然擁有超能力，但「他」的力量無比，兩隻螯狀的手臂能夠伸縮自如，香子吃了大虧，正當「他」正要趁機收拾大江戶超能少女組時，天上下起了雪，怕冷的「他」作戰能力因而大打折扣，此時大江戶超能少女組趁機各自施展了必殺技，成功地打敗「他」這個頭號大敵，並由平賀賢內博士透過靜電感應器，順利將黑光和身體分開，並立刻將靈魂封印在一個箱子內，用Kennainum he塗滿箱子表面，由大江戶超能少女組合力將箱子丟入大海中，同時平賀賢內博士也用Kennainum he將「他」的身體封印於石棺柩內，將石棺放置在神社。放置石棺的神社，在現代被改建為博物館。
「他」被封印了一百年，又透過木乃伊找到飛天小女警Z的白光來源，才得以再次進行復仇計畫。
三位超能少女組均穿著和服，其三名成員敘述如下：
- 桃子（聲優：同超能花花）：雖然沒有超能花花如此長的頭髮，但面貌很像超能花花。作戰武器是繫著紅色繩子的有洞銅幣，類似超能花花的溜溜球。其必殺技名稱叫做「串烤丸子攻擊」（みたらし団子攻撃／みたらしだんごこうげき）。
- 宮子（聲優：同旋轉泡泡）：保留了大部分旋轉泡泡的髮型，但顏色不像。作戰武器是大型的扇子，輕輕一揮，就可以產生強力的風。必殺技名稱叫做「猛烈一扇」（びゅーびゅー団扇／びゅーびゅーうちわ）。
- 香子（聲優：同強力毛毛）：保留了部分強力毛毛的設定，髮型不像外，髮色卻相同。作戰的武器是大槌子，跟強力毛毛的槌子是一樣，都具有強大的殺傷力，但使不出衝擊波。必殺技名稱叫做「打達摩」（達磨落し／だるまおとし）。

- 坂本同學（坂本／さかもと）

聲優：日本：高木禮子；台灣：劉如蘋；香港：陳凱婷（TVB）
第三十二話正式登場，與桃子等人是同班同學。
非常喜愛欺負班上的女同學加以惡作劇，連小都、薰薰和姬子也難逃魔掌，起初唯獨跳過桃子，正是因為喜歡她的關係，才會無法下手欺負她，也因為喜歡桃子，讓桃子「深深墜入愛河」；但在該話後來與桃子再次相遇時，卻「惡性大發」，拿出一大堆整人玩具，讓她也被欺負。
- 手画津（手津数ムサオ）

聲優：日本：高木渉；台灣：夏治世；香港：雷霆（TVB）
第三十七話第一部份正式登場的角色。原本是落魄的漫畫家，「他」的黑粉與手塚津先生的畫冊結合後，「他」就利用手塚津先生很獨特的漫畫風結合，還要求手塚津先生將畫冊捲成紙筒狀，然後以「吹出來」的方式，將畫好的角色給吹出來，成為真實角色。
小女警們得知這些漫畫人物都是不實際的，所以僅靠一些簡單的攻擊，就可以輕易地將角色給擊敗。而「他」也要求手塚津先生畫出類似飛天小女警Z的角色，並命名為「怪力發泡少女隊Z」（怪力発泡少女隊Z）（聲優：分別與超能花花、旋轉泡泡、強力毛毛相同），但由於角色弱點輕易地被識破，所以沒多久又被潰敗。
不甘心的「他」，又要求手塚津先生再畫出「他」的輪廓，而且還要求手塚津先生把「他」給「吹出來」；可是手塚津先生不小心把象徵責罵他的上司給「吹了出來」，還好攻擊能力不是很強，所以小女警們又將這些象徵性的怪物給擊敗。「他」意識到苗頭不對，想趁機逃跑，但超能花花的溜溜球，就將還在畫冊內的「他」給綁了起來，帶回實驗室。小女警們給「他」一個教訓，拿著橡皮擦想把「他」的樣子給擦掉，「他」害怕了，只好投降離開，並揚言還要復仇。
手塚津先生得知闖了大禍，不斷地對女孩們頻頻道歉，但女孩們歸還了手塚津先生的畫冊，還鼓勵手塚津先生有這樣的天份，要畫好漫畫也不是問題，希望手塚津先生能夠繼續畫出好漫畫，不要隱藏了該有的實力。
- 地底人上野先生（地底人の上野君／うえの）

聲優：日本：私市淳；台灣：夏治世：于正昇
基妮老師的男朋友，魔人啾啾非常討厭他。
第四十七話第一部分一度和基妮老師分手跟另一個地底人在一起，但過沒多久便被對方拋棄，回來找基妮老師，基妮老師也欣然接受他的回頭。
- 護士菜菜子（看護師ナナコ）

聲優：日本：笠原留美；台灣：馮嘉德
照顧過魔人啾啾的護士小姐，曾說過「喜歡有著猴子臉」的那一類，讓魔人啾啾以為菜菜子是喜歡牠。直到魔人啾啾看到了猿田醫生也有著猴子臉的樣子，更是菜菜子喜愛的那一型，讓魔人啾啾難以接受這個事實。
- 猿田医生（猿田／さるた）

聲優：日本：川津泰彦；台灣：夏治世
有著猴子臉的醫生，是護士菜菜子喜愛的類型。

### 反派角色

#### 主要
角色原型皆取自《飛天小女警》，但有不少原創設定。
- 魔人啾啾（モジョ・ジョジョ）

聲優：日本：江原正士；美國：邁克爾·多布森；台灣：林谷珍；中国：王巍→皇贞季（第18集）
原本是一隻在東京市立動物園（東京City Zoo）時常被欺負的猴子，被其他同儕排擠，甚至還被人類看不起，引起內心的不滿，此時黑光打到這隻猴子的身上後便成了怪獸，「良心」逐漸減少，腦容量同時增加許多，成了飛天小女警Z的敵人。
從猴子變成怪獸之後，身體看似增大許多、變得十分高大，但劇中也多次讓牠以矮小外貌現身；關於這點，製作群在劇中沒有作出任何說明。
基地在一棟仍需付房貸的廢棄小屋內，麻雀雖小卻五臟俱全，連魔人機器人（モジョロボット）也能容納在其中。
嘮叨又愛唸，不喜歡人類稱呼牠猴子。夢想是佔領整個世界，並創立「人類園」，好把以前在動物園的怨氣一次發洩在人類身上，表示其不滿；另外一個理由，就是搶奪由各地而來的甜食，好滿足自己的口腹之慾。
每次講話多半有「mojo（モジョ）」結尾。
尤教授所研發的還原光束，對魔人啾啾起不了作用，無法還原為普通的猴子。
初期愛戀基妮老師，而基妮老師似乎也沒有回絕的意思，之後發現已有男友，是位地底人，始得牠難以接受這個事實；後期愛上護士菜菜子，但為時極短。
- 毛茸怪獸（ファジー・ラムキンス）

是隻容易暴躁的怪獸，全身上下都是粉紅色、頭上有兩根觸角為其特:
聲優：日本：齋籐志郎；美國：斯科特·麥克尼爾；台灣：林協忠 中国：黑石稔
徵；最喜愛彈奏四絃琴，典型的「鄉巴佬」；當別人闖入了他的地盤時，會把入侵者趕走，往往用手掌將他們打飛。喜歡以。
第一眼看到貝倫小姐，就一見鍾情的愛上了貝倫小姐，愛到無法自拔。
喜歡在任何看得到的物品上留下手印，表示「這是我的地盤，誰也不能來」，不過卻有保護大自然的一份心力。
因被黑光擊中所產生的怪獸，被擊中前為何種生物則不明。
還原光束對毛茸怪起不了作用，無法還原。
- 白金姬子／多金公主（白金姫子、／）

聲優：日本：池田千草；美國：凱莉·謝里丹；台灣：謝佼娟；香港：曾佩儀（TVB）、林司聰（Cable）
是個仗著有權、有勢、有財富的傲慢千金大小姐，養有一隻稱作藍寶石（サファイア）（聲優：日本：石毛佐和；台灣：馮嘉德；香港：鄭麗麗）的貓。十歲。
被父親給寵壞，認為錢就能買到一切，而只要開口，父親絕不吝嗇滿足姬子的「願望」，也希望別人一定要對她特別注目。
在被黑光打中後，可以成為多金公主，性格還是差不多；之後每當姬子聽到藍寶石的叫聲，就會變身成多金公主，是飛天小女警Z的敵人，但姬子完全不知道多金公主的存在。而尤教授曾試圖讓藍寶石戴上能改變叫聲的項圈，以為這麼一來姬子就不會變身，但實際試驗的結果是仍然會變身為多金公主，不過造型會不太一樣。
還原光束對多金公主有效果，但即使還原仍不改性格。
- 阿米巴幫（アメーバボーイズ）

第七話正式登場，僅保留原作少數設定。是由阿米巴原蟲所變形的怪獸，時常蠕動著身體，看似「可憐兮兮」的樣子，什麼壞事也幹不成。合體後會變得很大，一般也只有在他們變大的時候才做得出壞事。
原本是路邊一灘水內的阿米巴原蟲，被黑光擊中該灘水，加上一隻貴夫人的狗於喝水時，口水與該灘水結合所形成的怪物。
三個成員跟小女警們所擁有的顏色成強烈的對比，但還原光束對阿米巴幫效果如何則未知。
除了大俠每次說話以「奴嚕」（ヌル）為結尾，紳士與淑女則是「奴咩」（ヌメ）。
成員如下：
- 紳士

聲優：日本：稻葉實；美國：理查德·伊恩·考克斯；台灣：孫中台；香港：招世亮（TVB）
藍色的阿米巴，刁著煙斗及戴著高禮帽是其特徵。
- 大俠

聲優：日本：龍田直樹；美國：布萊恩·德拉蒙德；台灣：孫德成；香港：陳卓智（TVB）、黃啟明（Cable）
綠色的阿米巴，戴著一頂有長帽帶的牛仔帽是其特徵。
- 淑女

聲優：日本：雨蘭咲木子；美國：塔碧莎·卓曼；台灣：魏晶琦；香港：鄭麗麗（TVB）、林司聰（Cable）
粉紅色的阿米巴，塗著口紅及戴著女用帽子是其特徵，雖然團隊名稱為阿米巴幫，但淑女會特別強調她不是男生。
- 壞死幫派（ギャンググリーンギャング）

第十四話正式登場，由五名成員所組成，均來自各個不同的家庭，名稱與原作無異，亦保留部分原作設定，全身上下都是綠色。共同嗜好就是噴漆，也很愛欺負東京市市民。而正所謂「有其父必有其子」，每個人的樣子也很像自己的家人。
成為怪獸的原因是被黑光擊中所致，但並沒有出現他們被擊中時的畫面，而還原光束對這些成員沒有效果，無法還原。
五名成員如下：
- 王牌

聲優：日本：真殿光昭；美國：安德魯·弗朗西斯；台灣：夏治世；香港：馮錦堂（TVB）
壞死幫派的老大，最愛唆使其他四名成員作壞事。必殺技是擲撲克牌。
家人為了他頭髮與膚色都是綠色時常爭吵。
- 大比利（ビッグ・ビリー）

聲優：日本：櫻井敏治；美國：理查德·伊恩·考克斯；台灣：孫德成；香港：陳永信（TVB）、黃啟明（Cable）
五名成員中體型、食量和力氣最大的，但也不及強力毛毛大力。
最怕母親，也時常被母親掌嘴。
- 小阿度洛（リトル・アートロ）

聲優：日本：山本圭子；美國：凱利·梅茨格；台灣：劉如蘋；香港：張預東（TVB）
五名成員中體型最小的，移動速度驚人。
家中的排行是老三，但由於父母親養了太多同型的小孩，似乎不記得有小阿度洛這個孩子。
- 大蛇

聲優：日本：宮田幸季；美國：塔碧莎·卓曼；台灣：于正昇；香港：李錦綸（TVB）
就與名字一樣，說話總會以「嘶～」為結尾。也喜歡將「我」說成「me」、「你」說成「You」
絕技是按摩，讓被按摩者感到無比舒服後，其他成員再將被按摩者加以攻擊，但對強力毛毛毫無效果，因為強力毛毛的手臂太硬。
家人認為他是「怪物」，主要認為是電腦遊戲玩太多。
- 古拉伯（グラバー）

聲優：日本：遠近孝一；美國：彼得·紐；台灣：孫中台；香港：陳卓智（TVB）
看似呆滯，其實會變身，看過對象的外表便可變成那個人（但變身後皮膚還是綠色，不及瑟杜莎）。
容易暈車。
父親的長相跟他很像，也都相當呆滯。
- 瑟杜莎（セデューサ）

聲優：日本：宍戸留美；美國：蕾貝卡·蕭伊凱特；台灣：馮嘉德；香港：鄭麗麗（TVB）、鄭家蕙（Cable）
從金時櫻子變身而成，而還原光束可以還原本人。喜愛化妝、名牌衣物及飾品…等，雍容華貴、愛慕虛榮，價值愈高的名牌精品就愈愛偷或搶。擅於易容，只要化妝就能成為另外一個人的樣子，卸妝之後能夠恢復原貌。
金時櫻子變身成瑟杜莎的關鍵是使用特定品牌的口紅，當她想起愛戀對象莊一郎又想起自己的模樣，或她看見莊一郎和其他女性談話而心生嫉妒時，為了變得更吸引人，便拿起口紅塗在唇上，就立刻變身成瑟杜莎，但櫻子卻完全不知道自己會因為使用口紅而變成瑟杜莎，莊一郎也極力在櫻子面前隱瞞這個事實。然而，瑟杜莎犯罪的目的幾乎都是為了吸引莊一郎注意，但種種招數對於心裡只有金時櫻子一人的莊一郎從未奏效。
在第八話，奇奇無法察覺犯案的瑟杜莎，因為化妝品的味道過於濃烈，但也因為這點讓旋轉泡泡發現偽裝成強力毛毛的瑟杜莎，不過這個設定卻在第四十五話第二部分取消。
- 復仇七人組

第十八話共同登場，是由魔人啾啾、毛茸怪及壞死幫派組成的團體，七位成員均不滿被小女警們打敗，所以七位成員在某一家居酒屋內討論後共同組成團體，並開始計畫如何打敗小女警。
起初七位成員合作無間，加上當時小女警們意見不合，猶如一盤散沙，順利將小女警們打敗，並送入火箭內射向外太空，尤教授、小賢和奇奇都不敢相信。大夥們在慶功時，有些意見不合，開始發生一點爭執。在月球的小女警們共同檢討不能因自己的利益而忽略他人，並一起看著地球，決定在回到地球後，一舉消滅復仇七人組，小女警們從外太空飛向地球東京市，尤教授等人感到萬般感動，也相信小女警們的能力。七人組再面對小女警們攻擊時，一些成員不按照原定計畫，而且出現內鬨，古拉伯還因騎機車感到身體不適，小女警們甚至看穿七人組原先的攻擊，並改變作戰計畫，讓七人組無計可施，最後也被小女警們打到外太空，東京市才再得以得到平靜。
- 粗暴小子（ラウディラフボーイズ）

第二十話與第四十二話登場，保留多數原作設定，均11-12歲(日本的小學5年級)，但製作模式有所出入：魔人啾啾取了桃子的吸管、小都的棉花棒、薰薰的臭襪子，並從尤教授的實驗室內偷走化學物Z，並搭配魔人啾啾的鬍鬚、腋毛、腿毛和鼻毛，用怪物製造機器造出三名粗暴小子，目的是打擊飛天小女警Z和統治世界，是唯一經由化學物Z製造出來的怪物；但粗暴小子卻完全不聽話，只愛自己做自己的事，對誰都一樣，就是愛惡作劇、作壞事，連魔人啾啾也難逃魔掌，甚至難以接受他們的壞習慣。
可以用吸管、棉花棒及臭襪子攻擊，甚至可以從鼻孔「噴」出鼻屎。平時喜歡將手指鑽入鼻孔。
很怕碰到女生，更忌諱被說像女生，且似乎對展現女性魅力的小女警們無法招架。
還原光束對這三名敵人的效果未知。
三名成員如下：
- 比比

聲優：日本：木內玲子；美國：阿爾貝托·吉西；台灣：魏晶琦；香港：沈小蘭（TVB）、周文瑛（Cable）
特徵是戴著紅色的帽子、穿著紅色運動服，面貌跟超能花花很像，唯有髮型不像。絕技除噴鼻屎外，還有拋吸管以及用吸管噴口水。
- 布布

聲優：日本：青山桐子；美國：艾丹·德拉蒙德；台灣：馮嘉德；香港：林丹鳳（TVB）、鄭家蕙（Cable）
特徵是水藍色運動服、臉上有雀斑，面貌跟旋轉泡泡很像，但髮型不像。絕技可以是噴鼻屎，也可以是丟棉花棒或射耳屎。
- 巴巴

聲優：日本：玉木有紀子；美國：凱斯琳·巴爾；台灣：劉如蘋；香港：蔡惠萍（TVB）、曾月娥（Cable）
特徵是綠色運動服，雖然是男生，但看起來很女性化，面貌跟強力毛毛很像，但個性成對比，髮型與強力毛毛相差許多。絕技有噴鼻屎，也能丟臭襪子。
- 「他」（／）

聲優：日本：中尾隆聖；美國：馬克·奧利弗；台灣：劉傑；香港：張炳強（TVB）
是一個全身紅通通的怪物，而在尤教授找出的文獻紀錄中，得知在江戶時代就已經存在。左右兩手是螯狀的，說話時相當女性化，也很神經質，非常怕冷，最痛恨小女警們。由於全名不可直呼，說出來也會令人感到無比恐懼，故以「他」來表示，但尤教授是唯一完整說出全名且毫不懼怕的人。
有堆黑粉，能派遣去做惡，也可以附著在人或物品，就像被黑光打到一樣，讓人或物成為怪獸，機械狗奇奇也能感應被黑粉附著成為怪獸的情況，但其黑粉也會怕冷。
還原光束對「他」效果如何未知。
起初被封印在某戶老舊豪宅的石棺柩內，不管怎樣賣力打開石棺柩，封印條讓他困擾許久，而透過石棺柩的空隙灑出一點黑粉，黑粉飄落到木乃伊的繃帶，使木乃伊復活，便請木乃伊打開石棺柩，但封印條傷了木乃伊的手指，讓手指著火，所以就讓木乃伊找強力白光，而不受到封印條影響，並讓封印條消失，最後木乃伊帶著吸取小女警們的白光回到老舊的博物館內，順利解開封印條，「他」就這樣誕生了。
在第三十話的時候，尤教授對小賢講解「他」在江戶時代焚燒民宅、作惡多端的故事，最後被大江戶超能少女組打敗後，而被封印起來前仍不知悔改，而黑光也被與身體強制分離並封印、丟入大海中，「他」在一百年後甦醒，看不到江戶時代，卻看到現代化的東京市，「他」發誓一定要為在江戶時代的失敗慘痛經驗而復仇。

#### 非主要
- 米歇爾（ミッシェル，米歇爾和他的布偶小熊被「他」的靈魂（黑光）打中，當米歇爾使用布偶熊後，米歇爾就會成為「葛雷特米歇爾」 ）（聲優：日本：諏訪部順一；美國：保羅·多布森（英语：Paul Dobson）；台灣：于正昇；香港：黃啟昌（TVB））

第十話與第四十三話登場，是一位美容師，說話很女性化。自認是「天才美髮師」，但手藝卻是另類到可怕，不喜歡被店長使喚來使喚去的。喜愛自創許多人不喜歡的髮型，但自己卻認為是「藝術」。每當不如意時，米歇爾就會拿出一個布偶小熊，讓小熊說出鼓勵的話，此時黑光會與布偶小熊反應，並使用該小熊布偶，就會讓米歇爾成為「葛雷特米歇爾」，就成了女孩們的敵人。
葛雷特米歇爾是「剪刀手」與「梳子手」，並還有一雙「剪刀腳」，還有紅色的眼睛，只要被葛雷特米歇爾的眼睛照射到，不管是誰，都會「佩服」葛雷特米歇爾的髮藝。
葛雷特米歇爾最後被小女警以超強髮膠給「定型」後，讓尤教授的還原光束給復原，同時小賢也改造了他的布偶熊，由原先鼓勵他的話，改成教訓他的話。
- 鯰貝高明[2]（被黑光打中後，鯰貝高明就會成為行動敏捷的狼人型怪物）（聲優：日本：岸尾大輔；美國：凱斯琳·巴爾、保羅·多布森（英语：Paul Dobson）（怪獸型態）；台灣：謝佼娟、于正昇（怪獸型態）；香港：張預東、雷碧娜（童年）、朱子聰（怪獸型態）（TVB）、待補、林司聰（童年）、待補（怪獸型態）（Cable））

十二歳。第十二話正式登場。是小都小時候的玩伴也是她的初戀對象，小時後的高明，具有正義感，喜歡替弱小抱不平，但自小體弱多病，長大後，卻因為重病（是關於心臟的疾病，若不有心接受治療，會很難痊癒），而必須住院。
高明的絕技，是「泡泡freedom」，是先吹一個大泡泡後，再將數個小泡泡吹入大泡泡內，大泡泡破了後，裡面的小泡泡會因為大泡泡的關係，而形成一幅繽紛的景觀。
長期住院的高明，看到其他病患可以出院，總是抱怨「我的病為什麼總是好不了」，也很渴望自由。當黑光打到高明，加上渴望自由的慾望很濃厚，就形成了行動敏捷的狼人怪。
狼人怪行動敏捷，無論女孩們使用任何攻擊，都不能對這個狼人怪造成傷害。而狼人怪到了一處公園，正是他與小都相會的公園，旋轉泡泡從這個怪獸吹泡泡的絕技「泡泡freedom」，得知這個狼人怪就是她小時候的玩伴，並要求其他兩位不要繼續對高明進行攻擊。
高明也會在第四十八話的時候登場，但小都使用大型泡泡吹，讓附著在高明身上的黑光移除。同時女孩們也互相照顧高明，讓高明感到無比溫馨。
其命名來源，可能是來自《獅子王》內的一個角色「刀疤」。
- 照相機怪（カメラモンスター）（聲優：日本：楠見尚己；台灣：陳宗岳；香港：陳卓智（TVB））

第十三話第二部份登場。原本是市長先生所持有的黑白照相機，因市長先生認為這台照相機沒有使用的價值了，所以將其扔了。但貝倫小姐認為這是不好的，市長先生的堅持，仍然將其丟棄。
被黑光打到這台照相機，就成了照相機怪，只要被照相機怪所散發出的閃光拍到的人，其顏色就會被奪走。
當女孩們與照相機怪戰鬥到一半時，照相機怪突然哭了起來，並說明自己的來歷。而就在此時，小女警的聯絡器響了起來，呈現了市長先生的樣子。照相機怪看到市長先生，更加的憤怒，想找市長「興師問罪」，貝倫小姐才想起市長先生丟棄那台黑白照相機，讓事情搞得很嚴重。
照相機怪得知市長先生在實驗室內，而小女警也趁此趕緊聯絡小賢，啟動反光設備，讓照相機怪「自己拍到自己」，最後照相機怪被打敗，所有被奪取顏色的人，也都因此而還原了顏色。
照相機怪喜歡在說話完畢的時候，再加一句「喀喳」（ガシャ）。
- 拉麵怪（ヌードラー）（聲優：日本：山崎たくみ；台灣：夏治世；香港：葉振聲（TVB））

第十五話與第三十三話登場的怪物。原本是在一間麵粉工廠內的麵粉，被黑光擊中後，由一間叫做醬油屋的拉麵店老闆購買，製作成拉麵後，所成為的怪物。
但拉麵怪沒有攻擊能力，只會對正在吃麵的客人的飲食習慣有很多意見。例如：吃拉麵的時候，加太多調味料會失去拉麵原本的味道。但這樣的意見，也讓饕客對這個不速之客感到不滿，更增加了逆其道而行的飲食方式。
醬油屋的老闆暫停營業，而對於拉麵怪如此的「關心」，也感到很愧疚，於是醬油屋老闆與拉麵怪決定重頭開始，好讓醬油拉麵更加的美味。
拉麵怪是作品內沒有被還原光束還原的怪獸。
- 電波怪（電波モンスター）（聲優：日本：小野健一；台灣：劉傑；香港：招世亮（TVB））

於第十七話登場的怪物。原本是一座基地台，但因黑光打中基地台，並透過市長先生與校長先生在電話上因意見不合，所形成的怪物。
特長為超快的速度與操縱手機。
電波怪與一般的電波一樣，到了地底下，能力也會減弱。女孩們就是看準了因為之前尤教授連絡，卻在地底下收訊不良，所以用這個方法擊敗了電波怪，並透過尤教授的還原光束，將電波怪還原成一般的電波，並送回基地台。
- 鋼琴怪（ピアノモンスター）（聲優：日本：綠川光；台灣：林谷珍；香港：梁志達（TVB）、黃啟明（Cable））

第十九話現身的怪物。原本是郊區一間才藝教室內，很期待彈奏者要好好的彈奏的鋼琴，被黑光擊中後，又加上魔人啾啾亂彈奏，就形成了鋼琴怪。
鋼琴怪喜歡尋找鋼琴彈奏者，若彈奏得好，就會將彈奏者「吞」入體內，成為「鋼琴伴奏者」，遇到不會彈琴者，就會施以「音符炸彈」攻擊，並繼續找尋下一個目標。
小都（旋轉泡泡）也曾經是該才藝教室的學生之一，也很感謝鋼琴怪給了他如此不錯的才藝，因此旋轉泡泡當場彈奏一曲，鋼琴怪非常滿意，就將小都「吞」入。
旋轉泡泡找到了被鋼琴怪「吞」進去的受害者，請大家協力彈奏一首歌曲，讓鋼琴怪不是因為有人在外頭彈奏，也有美妙的旋律。趁著鋼琴怪陶醉之際，每個被「吞」的人都被獲救，而鋼琴怪的力量也大不如前，即使使出了音符炸彈，威力也減少許多。
最後女孩們協力征服鋼琴怪，好讓尤教授將鋼琴怪還原成為一般的鋼琴。但是才藝教室的老師不要如此可怕的鋼琴了，實驗室內就多了一架鋼琴。
- 布偶鴨呱呱（プヨ）（聲優：日本：坂本千夏；台灣：林美秀；香港：鄭麗麗（TVB））

第二十一話第一部份正式登場的「半敵方角色」，雖被黑光擊中，但機器狗奇奇卻感應不出牠的黑色氣團。
布偶鴨呱呱原本是一個小男孩持有的布偶玩具，不小心掉落於路上，被幾個路人踢來踢去，又加上被黑光擊中，形成了會動作、有表情，卻沒有惡意的布偶鴨。
奇奇是與女孩們玩足球的時候，因薰薰把球踢得太遠，奇奇找到了球，也找到了這隻被遺棄的布偶鴨，也因為這個布偶鴨的「舉動」，讓奇奇感到「驚訝」，無論奇奇到哪，呱呱也會跟到哪。呱呱跟到了實驗室，躲進了放置泡澡粉的倉庫內，由於尤教授想要趁此放鬆泡澡，奇奇也因此見到了呱呱，而呱呱看到奇奇拿的泡澡粉破了一個洞，灑出來一點泡澡粉，不知道這不能吃，還「津津有味」的一包接著一包。
奇奇隱瞞著其他人與呱呱「交往」，還時常帶著呱呱出去玩，直到呱呱的體型太大，成了東京市人人惶恐的敵人後，當女孩們與呱呱戰鬥的同時，布偶的主人也從電視上看到了心愛的布偶玩具到處作怪，而趕到了現場，呱呱被女孩們收服後，變小的呱呱從高處掉落而被小男孩接住，小男孩的擁抱也順勢將黑光給「排出來」，小男孩也高興地「迎接」呱呱回到身邊。
奇奇很捨不得呱呱，因為呱呱是即使被黑光擊中，不是敵人卻是朋友的最好回憶。
- 蔬菜怪（野菜モンスター）

第二十一話第二部份正式登場的角色，是一群於蔬菜市場內準備被販售的蔬菜，被黑光擊中後，因許多人們不愛吃蔬菜，與怨念所形成的怪物。而被黑光擊中的蔬菜，正巧是人們最討厭吃的三種蔬菜 ─ 紅蘿蔔、芹菜，以及青椒。
尤教授和小賢在一間中華料理店用餐時，因小賢執意挑嘴，不愛吃蔬菜，黑光與蔬菜的反應，形成了蔬菜怪。蔬菜怪很不喜歡挑嘴的人們，執意要求人們吃掉牠們。小女警們這時也趕到現場，蔬菜怪也同樣要求女孩們吃掉牠們，但無論什麼理由，女孩們就是不吃。
而女孩們對付蔬菜怪時，想起他們可以用沙拉醬對付蔬菜怪，於是他們採用了這個策略，改變了吃蔬菜的習慣。頓時間，蔬菜怪被打敗，尤教授才可以透過還原光線，將蔬菜怪還原成切碎後的蔬菜。
蔬菜怪的成員如下：
- 紅蘿蔔怪（ニンジンモンスター）（聲優：日本：松本美和；台灣：魏晶琦；香港：鄭麗麗（TVB））

紅蘿蔔狀的怪物，絕技是「β葫蘿蔔素攻擊」。
- 青椒怪（ピーマンモンスター）（聲優：日本：置鮎龍太郎；台灣：劉傑；香港：黃麗芳（TVB））

綠色的青椒形狀怪物，絕技是「維他命飛踢」。
- 芹菜怪（セロリモンスター）（聲優：日本：高城元氣；台灣：馮嘉德；香港：梁偉德（TVB））

芹菜模樣的怪物，絕技是「纖維拳擊」。
- 歌舞伎怪獸（歌舞伎モンスター）（聲優：日本：小野坂昌也；台灣：劉傑、吳文民；香港：曹啟謙（TVB））

第二十三話第一部份正式登場的角色，原本是位表演單口相聲的男子，在沾到黑粉後，就變成了歌舞伎怪獸。
絕招是「歌舞伎光波」，被擊中的人會淚流不止，淚水猶如兩條小瀑布。女孩們要變身阻止他時，被「歌舞伎光波」擊中了，而無法變身。這時因為東京市市民流淚過多而造成了大洪水，飛天小女警Z也被洪流給沖走了，不過奇奇剛好在半睡半醒之際察覺到了怪獸的感應，而發出了出動信號，女孩們才得以變身。
為了制服歌舞伎怪獸，飛天小女警Z用那位男子最初所表演單口相聲的笑點讓歌舞伎怪獸露出破綻，飛天小女警Z便趁機施展了各自的必殺技，打倒了歌舞伎怪獸，尤教授也趕到現場用還原光束還原了歌舞伎怪獸。
恢復原狀的男子，發現自己的愛人被淚水沖到河裡而溺水了，他便奮不顧身的跳下去救她，也讓她的父親答應他們交往。
不過在首次約會時，女孩過份的濃妝豔抹，讓男子嚇得不停逃跑。
- 獨角仙怪高加索里歐（コーカサス・レオ）（聲優：日本：竹本英史；台灣：林谷珍；香港：張炳強（TVB））

第二十三話第二部份〈誰是昆蟲王！〉正式登場的角色。由於小男孩羅德（聲優：台灣：龍顯蕙）想要贏得昆蟲王的頭銜，替其中一隻名叫高加索的獨角仙服用了禁藥，再加上黑粉，就形成了強大的獨角仙怪物；而獲得了黑粉的高加索，輕易地將其他獨角仙三兩下打敗，羅德見到難得一見的力量，心想一定可以贏得比賽，並給了高加索一個新的名字，叫做「高加索里歐」。
不過，由於羅德對獨角仙缺乏愛心，一心一意只想贏得比賽，卻不懂獨角仙。小賢的獨角仙「公平」戰勝了高加索里歐之後，里歐卻心有不甘，藉助了黑粉變大，對在場的觀眾進行「黏黏光束」攻擊，被「黏黏光束」攻擊到的觀眾，會被固定住不能動。
變身後的女孩，無論什麼絕技都無法對高加索里歐進行攻擊；而小賢的獨角仙公平，也因為小賢的善意照顧，願意攻擊高加索里歐。羅德也告知女孩們，只要給獨角仙吃甜食，就可以讓獨角仙只顧享受零食而不會有攻擊能力。剛好超能花花「隨身攜帶」一些零食，趁此高加索里歐被美食誘惑，旋轉泡泡與強力毛毛各自趁此使用必殺技，才制服這個大麻煩。
羅德得知用禁藥參賽是非常不智的，也不能只為了贏得大獎，而忽略照顧獨角仙的那一份熱情。
- 筆怪（聲優：日本：興梠里美；台灣：龍顯蕙；香港：張頌欣（TVB））橡皮怪（ゴンマ）（聲優：日本：津村まこと；台灣：劉如蘋；香港：陳凱婷（TVB））

第二十五話第一部份正式登場的角色，原本是小都（旋轉泡泡）的文具-自動鉛筆和橡皮擦，在沾到黑粉之後，就變成了怪獸。
筆怪非常喜歡塗鴉，而筆怪的筆跡只有橡皮怪能消除，兩隻怪獸經常鬥嘴。
東京市內不管是房子還是市民，全都成了筆怪塗鴉的對象，氣憤的東京市民決定要好好教訓筆怪。正當筆怪要被市民拳腳相向時，橡皮怪聽了小都（旋轉泡泡）的建議，便出來幫筆怪解圍，把街上和市民身上的塗鴉全都擦掉了，但筆怪不但不感激，還把橡皮怪臭罵了一頓，說橡皮怪多管閒事，筆怪便丟下橡皮怪繼續去塗鴉。而知道橡皮怪能擦掉塗鴉的東京市民全都爭先恐後的要橡皮怪來幫忙擦掉塗鴉，反而把橡皮怪抓的渾身是傷，這時小都變身為旋轉泡泡，要來幫橡皮怪解圍，但卻一點忙也幫不上，這時筆怪看到身處困境的橡皮怪，便奮不顧身的對抗東京市民，也和橡皮怪重修舊好。
最後筆怪和橡皮怪就自然而然的還原了。
- 壽司怪（寿司モンスター）

第二十七話第一部份正式登場的角色，黑粉附在一家迴轉壽司店的「壽司製造機」上，使得製造出來的壽司全變成了怪獸。壽司怪獸們為了比較誰才是壽司界裡最受歡迎的明星，便一看到人就要求要把牠們吃掉，造成了東京市大恐慌。
因為「壽司製造機」不停的製造，所以壽司怪獸源源不絕的增加。尤教授便要強力毛毛把「壽司製造機」打壞，而強力毛毛卻把「壽司製造機」打飛到外太空。
為了處理留在東京市的壽司怪獸，超能花花就想到用醬油來吸引牠們，便把醬油倒滿公園的噴水池，尤教授也加入了照過還原光束的醬油。等到壽司怪獸全都聚集過來時，超能花花就對壽司怪獸們說教一番後，開啟了噴水池，壽司怪獸們便還原為原來的壽司。這時三位小女警將散落一地的壽司撿起幾個來吃，卻忘記這些壽司塗滿了芥末，被芥末辛辣的味道給嗆到了。
而被打飛到外太空的「壽司製造機」還在不停的製造壽司怪獸，在外星人之間大受好評。
壽司怪成員如下：
- 鮪魚壽司怪獸（まぐろモンスター）（聲優：日本：高木涉；台灣：李世揚；香港：伍博民（TVB））
- 烏賊壽司怪獸（イカモンスター）（聲優：日本：高戸靖広；香港：林保全（TVB））
- 海膽壽司怪獸（ウニモンスター）（聲優：日本：竹本英史；台灣：于正昇；香港：張預東（TVB））
- 鯵魚壽司怪獸（アジモンスター）（聲優：日本：一条和矢；台灣：孫德成；香港：梁偉德（TVB））
- 鮭魚卵壽司怪獸（イクラモンスター）（聲優：台灣：馮嘉德；香港：陳凱婷（TVB））

- 熱舞男（フィーバーマン/寅坊竜太）（聲優：日本：岩崎博；台灣：于正昇；香港：李錦綸（TVB））

第二十九話與第三十話正式登場的角色，因黑粉與寅坊龍太稀少的禿髮結合，與不滿上司嘮叨的責罵，成為「熱舞男」這一號怪物。
熱舞男非常喜歡吵雜的音樂，只要他跳舞，其他人都不能停止；但小賢因不小心在電源線絆倒，讓主控室失去了電源，整個舞廳的受害者，就不因熱舞男而繼續跳舞，此時小女警們三人同時揮拳，打飛了熱舞男。
這一話是飛天小女警Z首次以「拳頭」將怪獸打倒。
第三十話的時候，寅坊龍太在梳頭髮，也順勢地將「他」的黑粉給梳了下來，把這種奇怪的東西帶給尤教授等人看；但到了實驗室，黑粉就趁此逃跑，小女警們雖然追丟黑粉順道去看畫展，卻也因此碰巧找到了囚禁「他」的博物館，自此，「他」就這樣開始了與小女警的交鋒。
該主角的命名來源，來自影片《週末夜狂熱》的主角約翰·屈伏塔。
- 小都的家（カーサカーサ）（聲優：日本：竹本英史）

第三十四話正式登場的角色。原本是小都古老式的家，與黑粉所結合成的怪物。
小都的奶奶告訴小女警們，房子也是有感覺的，對房子好，它就會感謝。
而女孩們在晚上睡覺時，因為頻頻聽到咳嗽聲，還不時傳來靈異現象，結果小女警看到這類情況，也都害怕了起來。接著，一堆清潔用品撲向小女警們，無論小女警們怎樣使出必殺技，清潔用具們都能巧妙地閃躲。而小女警們聽到了不斷咳嗽的聲音，是從小都家最頂層的地方所傳出來的，小女警們才得知原來這間房子需要清掃，這樣房屋才不會因灰塵而咳嗽。女孩們努力地將房子打掃，也順勢地將黑粉給「掃」了出去，房間煥然一新。
清掃好房間的小女警們，也因為累癱了，在白天也還在呼呼大睡。
- 雜草怪（雑草モンスター）（聲優：日本：小野健一；台灣：劉傑；香港：李致林（TVB））

第三十五話第一部份正式登場的角色，因為不滿人們踐踏，而人們只管稱呼「雜草」，也很忌妒美麗的玫瑰花，並被黑光擊中後，心生怨念，所形成的怪物。
女孩們可以體會雜草怪們的心情，因為一個人有一個人的名字，雜草也有屬於自己的名字。
原本是為了報復拍寫真照的偶像明星，因為兩位偶像稱他們為雜草，甚至還要拔除他們。這時飛天小女警Z趕到了現場，也救了兩位偶像，不過兩位偶像自以為是自己的美貌而引來雜草怪的攻擊，便回過頭來要雜草怪繼續攻擊他們，一旁的女性也聽到了，以為被雜草怪攻擊就表示自己非常漂亮，為了證明自己的美貌，她們全都追逐著雜草怪，要求雜草怪來攻擊她們。
雜草怪因為被一群女性人類追趕而感到害怕，也很後悔當初變成了怪獸，飛天小女警Z為了阻止這場追逐戰不得已而對追趕雜草怪的市民發動攻擊，也捕捉到了雜草怪。
透過尤教授的還原光線，女孩們將雜草們一個一個仔細地種回土地上，並且親切地稱呼了牠們的名字，雜草怪們才不再行惡。
- 德川綱吉（徳川綱吉）（聲優：日本：柳沢栄治；台灣：林谷珍；香港：招世亮（TVB））

第三十五話第二部份正式登場的角色，「他」正在看一部電視劇時，看到德川綱吉行使「生類憐憫令」，要求百姓對狗要尊重。「他」看到後，「他」決定用黑粉飄向德川綱吉墓穴內的靈魂內，再讓靈魂附在市長先生的體內，假借市長先生，比照「生類憐憫令」的方式，改名「怪獸憐憫令」並實行之，要求市民不得對怪獸進行傷害。
很多怪獸一聽到如此的「好消息」，紛紛上街，可以「光明正大」的搞破壞行惡了，女孩們也因為這道「法令」，不能對許多行惡的怪獸進行攻擊。
小賢從一台特製的儀器，得知原來市長先生是因為德川綱吉的靈魂作祟，女孩們得知後，就買了一條熱狗，請德川綱吉吃。德川綱吉從未吃過如此美味的美食，詢問女孩們這是什麼，女孩們回答是熱狗後，德川綱吉因愛狗成痴，以為熱狗是狗肉做的食品，不斷的吐出已經吃下去的熱狗。
此時「靈魂出竅」的德川綱吉，不能繼續「操控」市長先生了，女孩們也趁此使用必殺技，將德川綱吉打回屬於他自己的墓穴內，而市長先生趕緊撤銷「怪物憐憫令」，好讓女孩們能夠擊敗行惡的怪獸。
- 歐奇（無配音）

第三十六話正式登場的反派角色，因黑粉與小都的章魚布偶歐奇所結合而成的怪物。
「他」的黑粉與小都的章魚布偶歐奇結合後，成為邪惡的怪物，但初始時，小都並不知道歐奇成為怪物，還將歐奇帶到學校。邪惡的歐奇不僅偷吃了女孩們的便當、也在桃子的體育褲上剪了一個愛心圖樣的洞，讓桃子在跳箱子時糗樣浮現，更讓女孩們的感情因此而破裂，導致想要讓整個團隊解散的導火線。
「他」的計畫非常成功，因此歐奇的身軀也不斷的變大，甚至挾持貝倫小姐作為人質。女孩們想要攻擊歐奇時，旋轉泡泡要求其他兩位女孩們不要對歐奇出手，因為旋轉泡泡深信，歐奇是善良的；但邪惡的「他」已沒良心了，也挾持了旋轉泡泡作為人質，更要求其他女孩們不能妄動，否則旋轉泡泡就會沒命。
旋轉泡泡於此時流下一滴淚水，滴於歐奇的一個觸腳，「他」與「他」的黑粉受不了旋轉泡泡對歐奇如此溫暖的愛，黑粉就因此而離開歐奇的身體。女孩們見到「他」已經沒有可以利用的人了，因此女孩們趁此使出必殺技，將「他」打敗。女孩們又獲得了以往的情誼。
該話的構想來源，來自美版原作《飛天小女警》的一個主題〈章魚怪物〉。
- 跟班二人組（トリマキーズ）

第三十八話正式登場的角色，華代與文佳沾到黑粉所變成的怪獸。擅長「拍馬屁」，被「拍馬屁」的人會覺得自己非常的偉大。
她們「拍馬屁」的對象先由市長（讓市長載她們去參加「來吧，上流社會晚宴派對」）到飛天小女警Z（華代與文佳是飛天小女警Z的粉絲），而最後兩人決定「拍馬屁」的對象為多金公主。
多金公主因為被跟班二人組「拍馬屁」而使得能力大增，飛天小女警Z完全不是對手，這時多金公主開始質疑跟班二人組為什麼都不對飛天小女警Z進行攻擊，跟班二人組回答說她們只負責「拍馬屁」，多金公主勃然大怒，飛天小女警Z便趁她們起內鬨之時一一把她們打倒，最後尤教授用還原光束把她們都還原。
- 青蛙王子（カエル王子）（聲優：日本：古川登志夫；台灣：劉傑；香港：梁偉德（TVB））

第四十五話第一部份正式登場的非反派角色，原本是一隻在河邊的青蛙，與心愛的戀人在河邊歌唱時，因被黑光擊中，而形成的怪物。
青蛙王子「逢人必『問』其『吻』」，見到女性，就一定要求親吻。東京市的很多女性市民見到如此「不要臉」的怪物，都感到萬般地害怕。女孩們見到後，也是被青蛙王子要求親吻，女孩們都很憤怒，各自踹了青蛙王子一腳。
而回到實驗室的青蛙，仍然不斷地要求女性對他親吻。就在此時，青蛙王子以歌劇的方式，唱出了一段為何他是青蛙王子的故事，最後，青蛙王子提到，只要有心愛的人能夠親吻他，就可以恢復原狀。花痴的超能花花，認為這是可以遇到心目中白馬王子的好時機，不顧尤教授等眾人的阻止，親吻了青蛙王子，可惜沒有讓青蛙王子恢復原狀。而實驗室來了一個粉紅色的母青蛙，對著青蛙王子親吻後，青蛙王子就恢復成一般的青蛙，兩隻蛙就這樣一起離開實驗室，共唱愛之歌。
至於吻到青蛙的超能花花，實在受不了青蛙噁心的嘴，還不斷的刷牙、漱口，小賢還趁此透露，親吻是很可怕的，因為一個人的嘴內，就有四百多個微生物或細菌。
角色構想來源，是來自童話故事《青蛙王子》中被巫婆詛咒的王子。

## 用語
變身腰帶
每個小女警都佩掛的物品，只要腰帶的燈閃爍，就是表示有任務，透過變身成為飛天小女警Z。初期時，小女警的變身是必須三人同時變身；之後尤教授改造了小女警們各自變身的粉餅盒和戒指，也就是說各自可以隨時變身。
化學物Z（ケミカルZ）
⒈擁有強大的爆炸性，可以修正地球氣候異常
⒉製造超強力磁鐵（蜘蛛鞋）
⒊製造超級強力膠（黏合一分為二的月球）
⒋製造怪獸（粗暴小子）
⒌啟動還原光束
外觀原本設定為「泥狀物」，但到了第46話外觀卻變成了「白色粉末狀」。
黑色氣團
只要被「他」的靈魂（黑光）打到的大多數怪物，或是被「他」的黑粉接觸，都會在其周遭散發出這種氣團。奇奇對這種氣團最敏感，只要有感應，就會告訴尤教授，並請尤教授出動飛天小女警Z。不過還是由奇奇來通知三位女孩。
但是，並不是每一個被「他」的靈魂（黑光）打到，或是被「他」的黑粉接觸的怪物，都會散發出這種氣團，例如布偶鴨呱呱（曾經與奇奇玩耍的布偶鴨子），就沒有這樣的氣團。
還原光束
尤教授研發出的槍形設備（原型是裝置在實驗室裡，後來改裝在箱型行李車上，最後則是改良成攜帶型），是同時發射出紅色、藍色、綠色，以及白色的設備，可以解除被「他」的靈魂（黑光）和「他」的黑粉或Kennainum he（白光）所波及的人或物，使他們恢復正常。不過，還原光束對某些敵人（魔人啾啾與毛茸怪）是沒有功用的；該光束對飛天小女警Z同樣有效，可讓他們恢復原來的樣子，不會失去變身飛天小女警Z的能力，但小女警們需要變身時，除了前期由機械狗奇奇呼叫，讓三人同時變身外，後期尤教授改造小女警們的粉餅盒和戒指，使她們可以各自變身，且如果有一個人變身　其他人便會知道，除了還原光束也可以使用粉餅盒的按鍵變回去（請見第48話）
小女警們的武器介紹
新登場!飛天小女警Z跟美版原作一樣，可以在天空翱翔，但攻擊時必須採用其配帶的武器，超能力與必殺技等，也是透過武器出擊的。
溜溜球：超能花花的配備武器。
蝴蝶結：超能花花的配備武器，類似飛鏢　其攻擊名稱為（Ribbon Boomerang） 蝴蝶結回力鏢（詳細內容請見第46話）
必殺技：因為超能花花很愛吃甜食，所以大部分必殺技為［食物＋射擊］例如:白巧克力射擊
大型泡泡吹：旋轉泡泡的配備武器。
異能:能與動物說話。
必殺技:大部分跟泡泡有關,這些特殊泡泡可包住物體或變成子彈攻擊 例如:爆裂氣泡攻擊、香檳氣泡攻擊、膠水防護網
大鐵鎚：強力毛毛的配備武器，握柄部份能伸縮自如，不過這個大鐵鎚很重，即使超能花花與旋轉泡泡兩個人合力舉起這個大鐵鎚，也費了很大的力氣。
必殺技:因為鎚子與重力或力量有關 大部分攻擊都與[力]有關 例如:音速搖擺槌擊、百萬噸槌擊、颶風迴旋攻擊
螢光幕：尤教授與小女警們聯絡的用具，但超過一定距離，就無法聯繫。
Kennainum he（ケンナイニウム　ヘ）
由平賀賢內博士所研發的一種化學元素，是使得飛天小女警Z和大江戶超能少女組出現的化學元素，也讓奇奇變得會說話。
機器小女警Z（ダイナモZ）
由尤教授研發的大型機器人，但並不是戰鬥機器人，而是時空機器人。由小女警們共同駕駛所屬的機器人，三體合一，組成超能花花的模樣（也可以自由轉換成旋轉泡泡或強力毛毛的模樣）。小女警們透過這台機器人，穿越時空到江戶時代，尋找平賀賢內博士，找尋如何封印「他」的方法。（第50話）
能量球（Energy Ball）
含有一種特殊的能量，在第46話中，「他」趁小女警不注意時偷取武器並且用小女警們不知道的方法攻擊，因此小女警才知道有這個能量球，這個能量球可以將武器放大並加強能量，但劇中只有旋轉泡泡的大型泡泡吹不能放大但可以用泡泡包住能量球並變出大型的砝碼，僅有溜溜球、泡泡吹才可以用出能量球　詳細解說如下：
- 溜溜球放大效果：當溜溜球接到能量時　花花會使出必殺技　結婚蛋糕花花終結射擊 （Wedding Cake Blossom Finish）效果為溜溜球兩側分離 中間產生強力的電,若是大型物體會加上縮合（也就是兩側夾住物體）。
- 泡泡吹的泡泡效果：旋轉泡泡製造出大型泡泡並讓能量球進入之後使用必殺技 氣泡終結攻擊 （Bubbles Finish）可以變出大型的砝碼（請見第５１話）。
- 大鐵鎚放大效果：當大鐵鎚敲下能量球時　會將武器放大並由強力毛毛使出必殺技　毛毛特製大槌擊 （Buttercup Finish）力量會加成。

## 角色情節
小賢朝冰山發射的化學物Z打破了封印「他」靈魂的箱子，此時四散的白光為塗在箱子外層的Kennainum he，黑光則是「他」的靈魂，被白光擊中者，無論人或物，都會擁有特殊超能力，而人不會變得邪惡，被黑光擊中者，大部分的人或物會變得很邪惡。尤教授利用化學物Z研發的還原光束可以還原被Kennainum he（白光）或「他」的靈魂（黑光）所波及到的人或物，但不是每個被「他」的靈魂（黑光）打中之人或物都有還原效果，例如魔人啾啾與壞死幫派就無法被還原，原因不明。
三位小女警都是因為拯救路邊的小孩，而被Kennainum he（白光）波及到。
而三位小女警所持有的武器，都跟當時被拯救小孩所正在玩的玩具有關。桃子是因拯救正在玩溜溜球的小女孩，武器為溜溜球，小都是因拯救正在玩吹泡泡的小女孩，武器為大型泡泡吹，薰薰是因拯救正在玩敲達摩的小男孩，武器為鎚子。
除了尤教授與小賢外，沒有變身的小女警們絕對不會把她們就是飛天小女警Z的秘密告訴其他人，但在第十九話的第二部分，基妮老師讓小女警們找不到去保健室的藉口，小女警們無計可施之下只好將她們是小女警的秘密告訴了基妮老師；她們原本以為基妮老師會相信她們，沒想到基妮老師卻認為她們說的話很奇怪，叫她們趕快去保健室休息；由此可見，基妮老師根本沒有把小女警們的話當真。
貝倫小姐對小女警們提出了「約法三章」，要小女警們確實遵守：
1. 不可以將小女警的身份告訴其他人（有一次對基妮老師說，但基妮老師以為他們發瘋了。）；
2. 不可以吵架（其實吵過很多次，只是都是別人造成的，所以例外。）；
3. 不可以破壞實驗室（不過有一次出動機器小女警Z的情形是例外）。

但小女警們也對貝倫小姐與尤教授等人提出了三項要求：
1. 超能花花的要求，是能在實驗室內吃很多好吃的甜點；
2. 旋轉泡泡的要求，是能在實驗室內閱讀到很多流行服飾刊物；
3. 強力毛毛的要求，是能在實驗室內看到運動頻道。

其他的情節
基本上小賢跟父親尤教授一樣，都是科學家，而小賢在八歲時，取得了博士的學位，所以小賢不用上學；但他在第二十四話的時候，因被小女警們嘲笑沒朋友，因此有上學一次。但上完一天後，覺得小學的課程實在太過簡單，因此他又不上學了。
邪惡勢力的代表魔人啾啾其登場次數最多，因為魔人啾啾的願望就是佔領整個世界。他要征服世界的原因五花八門，可能是些微不足道的小事，例如有一次是「薯條少了一根」。
小女警們在平常時不會有小女警的樣子，都是要透過變身腰帶的輔助後變身，才能成為「飛天小女警Z」。變身之後不會有人認得出她們原本是誰。飛天小女警Z的衣服是可以脫下來的，其他人如果穿上的話看起來也會是飛天小女警Z。
還原光束雖然可以還原被Kennainum he（白光）或「他」的靈魂（黑光）擊中的人物，但日後該人或該物仍然也有可能會再變身。（例如第28話時的情節）
若有一位小女警變身，其他成員的變身腰帶會閃爍。

## 製作團隊
- 原作 - Craig McCracken
- 漫画 - 込由野志穗（集英社「RIBON」連載）
- 主要製作人 - 岩田圭介（東京電視台）、關弘美（東映動畫）、勝股英夫（Aniplex）、Sam Register（卡通頻道）
- 製作擔當 - 柳義明
- 系列構成 - 浦澤義雄
- 音樂 - Hiroshi Nakamura（中村ヒロシ）、TAICHI MASTER
- 人物設計、總作畫監督 - 下笠美穗
- 機械設計 - 佐藤元
- 美術設計 - 窪田忠雄
- 色彩設計 - 佐久間ヨシ子
- 系列監督 - 石黑育
- 音樂製作人 - 木村唯人
- 音樂製作 - Aniplex、POWERBOX
- 演出監督 - 五十嵐愛
- 音響效果 - 川田清貴
- 番組宣傳 - 石井真知子（東京電視台）、堀毛敦子、小川容子
- 音樂協力 - 東京電視台音樂、東映動畫音樂出版
- 企劃協力 - DLE
- 製作人 - 具嶋朋子、小原康平、黑須禮央、Mark Buhay
- 共同製作人 - 鮎貝義家、Shaun Aikens
- 錄音工作室 - TAVAC
- 動畫製作 - 東映動畫（※贊助商）
- 企劃 - 卡通頻道
- 製作 - 東京電視台、東映動畫、Aniplex, Constantin Film

## 主題曲

### 日本

#### 片頭曲
《希望のカケラ》（第1話 - 第26話）
歌・作詞 - 北出菜奈（SME Records） / 作曲 - 田中秀典 / 編曲 - snakyskullhead、安原兵衛
《ジグ THE アッパー》（第27話 - 最終話）
歌・作詞・作曲 - ホイフェスタ（Sony Music Records/gr8!records）

#### 片尾曲
《真夜中のドア》（第1話 - 第13話）
作詞 - MIZUE / 作曲 - 中野雄太 / 編曲 - 大友光悦 / 歌 - 亦菲（Sony Music Records）
《LOOK》（第14話 - 第26話）
作詞 - クボケンジ / 作曲・編曲 - 田中ユウスケ / 歌 - HALCALI（Epic Records Japan）
《通り雨》（第27話 - 第39話）
作詞 - MISA / 作曲 - 鈴木珠子 / 歌 - wiz-us（SME Records）
《ひまわり》（第40話 - 最終話）
歌・作詞・作曲 - Hearts Grow（Epic Records Japan） / 編曲 - 野間康介・秋山誠司

### 台灣

#### 主題曲（片頭曲）
卡通頻道、台版DVD專用片頭曲。
《Touch Me!》（第1話～最終話）
主唱：王心凌

## 各話列表
- 下列中文翻譯者，香港TVB配音版以翡翠台播放時所顯示的字幕系統為準，香港Cable版為配音讀題，★為待確認名稱。

| 話数 | 日文標題 | 台灣標題                     | 香港標題（TVB）          | 香港標題（Cable）            | 腳本       | 分鏡            | 演出       | 作畫監督          | 美術監督            | 日本播放日期  |
| ---- | -------- | ---------------------------- | ------------------------ | ---------------------------- | ---------- | --------------- | ---------- | ----------------- | ------------------- | ------------- |
| 1    |          | 飛天小女警來了！             | 飛天小女警來了！         | 飛天小女警來了！             | 浦沢義雄   | 石黒育          | 石黒育     | 桑原幹根          | 窪田忠雄            | 2006年 7月1日 |
| 1    |          | 飛天小女警Z誕生！            | 飛天小女警的誕生！       | 飛天小女警的誕生！           | 浦沢義雄   | 石黒育          | 石黒育     | 桑原幹根          | 窪田忠雄            | 2006年 7月1日 |
| 2    |          | 可愛的旋轉泡泡！             | 可愛的旋轉泡泡！         | 可愛的旋轉泡泡！             | 長谷見沙貴 | 石黒育          | 石黒育     | 平塚知哉          | 田中里緑            | 7月8日        |
| 3    |          | 小女警集合！                 | 小女警集合！             | 小女警集合！                 | 影山由美   | 志水淳児        | 門由利子   | 大河内忍          | 窪田忠雄            | 7月15日       |
| 4    |          | 小女警，親情的羈絆！         | 我們是一家人！           | 飛天小女警，我們是一家人！   | 山田隆司   | 植田秀仁        | 植田秀仁   | 岡辰也            | 髙木佑梨            | 7月22日       |
| 5    |          | 魔人啾啾復仇記！             | 魔人臭臭的來歷！         | 馬騮阿祖復仇記               | 浦沢義雄   | 石黒育          | 杉山慶一   | 今木宏明          | 窪田忠雄            | 7月29日       |
| 5    |          | 展望塔大崩塌！               | 瞭望塔大衝突！           | 展望塔要倒塌了！             | 村山功     | 石黒育          | 杉山慶一   | 佐伯哲也          | 窪田忠雄            | 7月29日       |
| 6    |          | 毛茸怪獸登場！               | 法茨拉姆基斯！           | 毛皮猩爺登場！               | 古賀直樹   | 中村哲治        | 中村哲治   | 佐々門信芳        | 吉田智子            | 8月5日        |
| 6    |          | 多金公主姬子！               | 小公主姬子！             | 白金公主姬子                 | 村山功     | 中村哲治        | 中村哲治   | 石川修            | 吉田智子            | 8月5日        |
| 7    |          | 桃子墜入愛河！               | 桃子之戀！               | 桃子迷戀偶像                 | 村山功     | 垂永士          | 岩井隆央   | アベ正己 佐藤陽子 | 窪田忠雄            | 8月12日       |
| 7    |          | 極惡三人組？阿米巴幫！       | 極惡三人組？阿米巴男孩！ | 極惡三人組？阿米巴兄弟       | 高橋洋一   | 垂永士          | 岩井隆央   | 袴田裕二          | 窪田忠雄            | 8月12日       |
| 8    |          | 魅惑之女！瑟杜莎登場         | 魅惑之女蛇迪莎！         | 魅惑之女瑟杜莎               | 村山功     | 石黒育          | 石黒育     | 平塚知哉          | 髙木佑梨            | 8月19日       |
| 9    |          | 薰薰教練的足球特訓！         | 教練薰薰的特別訓練！     | 薰薰教練的足球特訓           | 高橋洋一   | 石黒育          | 門由利子   | 大河内忍          | 窪田忠雄            | 8月26日       |
| 9    |          | 毛茸怪獸戀愛了！             | 戀愛中的法茨             | 毛皮猩爺墮入愛河             | 浦沢義雄   | 門由利子        | 門由利子   | 大河内忍          | 窪田忠雄            | 8月26日       |
| 10   |          | 王牌美髮師怪獸登場！         | 如有神助的髮型師         | 如有神助的髮型師             | 古賀直樹   | 植田秀仁        | 植田秀仁   | 岡辰也            | 吉田智子            | 9月2日        |
| 11   |          | 多金公主上太空！             | 宇宙小公主！             | 宇宙小公主！                 | 浦沢義雄   | 勝間田具治      | 勝間田具治 | 佐々門信芳        | 窪田忠雄            | 9月9日        |
| 11   |          | 蛋糕小偷不要跑！             | 窮追偷蛋糕賊！           | 蛋糕小偷不要跑！             | 古賀直樹   | 勝間田具治      | 勝間田具治 | 佐々門信芳        | 窪田忠雄            | 9月9日        |
| 12   |          | 泡泡的初戀                   | 戀愛肥皂泡               | 戀愛肥皂泡                   | 長谷見沙貴 | 中村哲治        | 中村哲治   | 桑原幹根          | 髙木佑梨            | 9月16日       |
| 13   |          | 阿米巴幫拜魔人啾啾為師！     | 阿米巴男孩拜魔人為師！   | 阿米巴兄弟拜馬騮阿祖為師！   | 浦沢義雄   | 石黒育          | 渡辺純央   | 渡辺奈月          | 窪田忠雄            | 9月23日       |
| 13   |          | 照相機怪獸的反擊！           | 相機怪的反攻！           | 相機怪的反攻！               | 浦沢義雄   | 鴫野彰          | 渡辺純央   | 渡辺奈月          | 窪田忠雄            | 9月23日       |
| 14   |          | 壞死幫派登場！               | 驚青煙社團！             | 壞死一派登場！               | 高橋洋一   | 石黒育          | 秦義人     | 平塚知哉          | 吉田智子            | 9月30日       |
| 15   |          | 服裝秀大混亂！               | 受襲的時裝表演！         | 時裝表演                     | 下山健人   | 石黒育          | 岩井隆央   | アベ正己          | 鹿野良行            | 10月7日       |
| 15   |          | 男子漢拉麵怪獸登場！         | 拉麵怪物                 | 拉麵怪物                     | 下山健人   | 石黒育          | 岩井隆央   | 石川修            | 鹿野良行            | 10月7日       |
| 16   |          | 悲哀！多金公主的秘密         | 小公主的秘密             | 公主的秘密                   | 影山由美   | 垂永士          | 杉山慶一   | 袴田裕二          | 髙木佑梨            | 10月14日      |
| 17   |          | 抓住瞬間的一刻！             | 咪錯過快門機會！         | 抓住瞬間的一刻！             | 古賀直樹   | 門由利子        | 門由利子   | 佐々門信芳        | 鹿野良行            | 10月21日      |
| 17   |          | 兄弟之情與電波怪獸           | 電波怪物                 | 電波怪物                     | 浦沢義雄   | 門由利子        | 門由利子   | 佐々門信芳        | 鹿野良行            | 10月21日      |
| 18   |          | 怪獸大混戰！                 | 怪物軍團之戰！           | 怪獸大混戰！                 | 村山功     | 植田秀仁        | 植田秀仁   | 岡辰也 渡辺奈月   | 吉田智子            | 10月28日      |
| 19   |          | 可怕的鋼琴課！               | 可悲的鋼琴！             | 可悲的鋼琴！                 | 浦沢義雄   | 石平信司        | 渡辺純央   | 渡辺奈月          | 窪田忠雄            | 11月4日       |
| 19   |          | 超強！基妮老師               | 金老師很厲害呀！         | 基妮老師很厲害呀！           | 高橋洋一   | 石平信司        | 渡辺純央   | 渡辺奈月          | 窪田忠雄            | 11月4日       |
| 20   |          | 粗暴小子登場！               | 淘氣挖鼻男孩！           | 火爆兄弟登場！               | 浦沢義雄   | 中村哲治        | 中村哲治   | 桑原幹根          | 髙木佑梨            | 11月11日      |
| 21   |          | 玩具鴨怪獸呱呱登場！         | 鴨仔怪獸波波             | 玩具鴨怪獸登場               | 影山由美   | 石黒育          | 秦義人     | 平塚知哉          | 鹿野良行            | 11月18日      |
| 21   |          | 討厭的蔬菜大逃亡！           | 美味的蔬菜大逃亡！       | 討厭的蔬菜大逃亡！           | 浦沢義雄   | 石黒育          | 秦義人     | 平塚知哉          | 鹿野良行            | 11月18日      |
| 22   |          | 最邪惡的「他」登場！           | 最兇最惡的怪物！         | 最兇最惡的怪物！             | 山田隆司   | 西尾大介 石黒育 | 後藤康徳   | 袴田裕二          | 吉田智子            | 11月25日      |
| 23   |          | 歌舞伎怪獸的戀愛之道！       | 歌舞伎怪物！             | 歌舞伎怪獸的戀愛之道！       | 浦沢義雄   | 垂永士          | 岩井隆央   | 佐々門信芳        | 鹿野良行            | 12月2日       |
| 23   |          | 誰是昆蟲王！                 | 誰是甲蟲王！             | 誰是昆蟲王！                 | 長谷見沙貴 | 垂永士          | 岩井隆央   | アベ正己          | 鹿野良行            | 12月2日       |
| 24   |          | 小賢交友記！                 | 賢仔交朋友！             | 賢仔交友記！                 | 影山由美   | 植田秀仁        | 植田秀仁   | 岡辰也            | 髙木佑梨            | 12月9日       |
| 25   |          | 惡作劇文具！                 | 惡作劇文具！             | 惡作劇文具！                 | 下山健人   | 石黒育          | 石黒育     | 大谷房代          | 鹿野良行            | 12月16日      |
| 25   |          | 花・花・花！                 | 周圍都是花               | 開花・開花・開花！           | 長谷見沙貴 | 石黒育          | 石黒育     | 大河内忍          | 鹿野良行            | 12月16日      |
| 26   |          | 拯救聖誕老公公！             | 救救聖誕老人！           | 拯救聖誕老人！               | 山田隆司   | 石平信司        | 渡辺純央   | 渡辺奈月          | 清水まこと          | 12月23日      |
| 27   |          | 捏我吃我！壽司怪獸登場！     | 壽司怪物                 | 壽司怪物                     | 浦沢義雄   | 下田正美        | 秦義人     | 平塚知哉          | 鹿野良行            | 2007年 1月6日 |
| 27   |          | 奇奇與藍寶石！               | 奇奇和藍寶石             | 奇奇和藍寶石                 | 浦沢義雄   | 下田正美        | 秦義人     | 平塚知哉          | 鹿野良行            | 2007年 1月6日 |
| 28   |          | 女生怪獸大作戰！             | 嬌嬌女聯盟大戰           | ★                            | 古賀直樹   | 中村哲治        | 中村哲治   | 桑原幹根          | 髙木佑梨 清水まこと | 1月13日       |
| 29   |          | 看牙醫去吧！                 | 一起去看牙醫             | 看牙醫                       | 高橋洋一   | 垂永士          | 杉山慶一   | 佐々門信芳        | 鹿野良行            | 1月20日       |
| 29   |          | 小女警的週末狂熱！           | 小女警周末狂熱           | 小女警的周末狂熱！           | 下山健人   | 垂永士          | 杉山慶一   | アベ正己          | 鹿野良行            | 1月20日       |
| 30   |          | 小女警與「他」！               | 小女警與「」             | 小女警與「」                 | 山田隆司   | 植田秀仁        | 植田秀仁   | 岡辰也            | 清水まこと          | 1月27日       |
| 31   |          | 糞太的推糞鬥志！             | 憤太的推糞力量           | 憤太的推糞力量               | 影山由美   | 地岡公俊        | 地岡公俊   | 袴田裕二          | 鹿野良行            | 2月3日        |
| 31   |          | 瑟杜莎的戀愛大作戰！         | 蛇迪莎的戀愛策略         | 瑟杜莎的戀愛策略             | 井上美緒   | 地岡公俊        | 地岡公俊   | 袴田裕二          | 鹿野良行            | 2月3日        |
| 32   |          | 為桃子著迷！                 | 被桃子深深吸引           | 為桃子著迷！                 | 浦沢義雄   | 渡辺純央        | 渡辺純央   | 渡辺奈月          | 髙木佑梨            | 2月10日       |
| 33   |          | 離家出走的桃子與義大利麵！   | 桃子離家出走與拿坡里達   | 離家出走的桃子與義大利粉！   | 下山健人   | 松田哲明        | 松田哲明   | 平塚知哉          | 鹿野良行            | 2月17日       |
| 33   |          | 基妮的同情、魔人的愛情！     | 金老師的憐憫魔人的愛情   | 基妮的同情、馬騮阿祖的愛情！ | 高橋洋一   | 松田哲明        | 松田哲明   | 平塚知哉          | 鹿野良行            | 2月17日       |
| 34   |          | 鬧鬼的房子！？               | 恐怖大屋                 | 恐怖大屋                     | 下山健人   | 石黒育          | 石黒育     | 大谷房代          | 髙木佑梨            | 2月24日       |
| 35   |          | 我們才不是雜草！             | 我們不是雜草             | 我們不是雜草                 | 浦沢義雄   | 勝間田具治      | 勝間田具治 | アベ正己          | 清水まこと          | 3月3日        |
| 35   |          | 怪獸憐憫令！                 | 憐惜怪物法令             | 憐憫怪物法令                 | 浦沢義雄   | 勝間田具治      | 勝間田具治 | アベ正己          | 清水まこと          | 3月3日        |
| 36   |          | 小女警要解散！？             | 小女警解散？             | 小女警要解散？               | 山田隆司   | 高山秀樹        | 杉山慶一   | 冨田与四一        | 鹿野良行            | 3月10日       |
| 37   |          | 漫畫怪獸跑出來了！           | 漫畫怪一飛衝天           | 漫畫怪物跑出來               | 村山功     | 渡辺純央        | 渡辺純央   | 渡辺奈月          | 髙木佑梨            | 3月17日       |
| 37   |          | 小女警任務暫停！             | 小女警休業               | 小女警要暫停任務！           | 古賀直樹   | 渡辺純央        | 渡辺純央   | 渡辺奈月          | 髙木佑梨            | 3月17日       |
| 38   |          | 我們是跟班二人組！           | 兩位跟班女孩             | 跟班二人組                   | 村山功     | 石黒育          | 石黒育     | 桑原幹根          | 鹿野良行            | 3月24日       |
| 39   |          | 小賢的大願望！               | 賢仔快高長大             | 賢仔的最大心願               | 浦沢義雄   | 植田秀仁と      | 植田秀仁と | 岡辰也            | 清水まこと          | 3月31日       |
| 39   |          | 小女警的飛行禁止令！         | 小女警禁飛令             | 小女警的飛行禁制令           | 井上美緒   | 植田秀仁と      | 植田秀仁と | 岡辰也            | 清水まこと          | 3月31日       |
| 40   |          | 小女警，電視與禮物           | 小女警電視劇             | 小女警，電視和禮物           | 影山由美   | 葛谷直行        | 松田哲明   | 平塚知哉          | 鹿野良行            | 4月7日        |
| 41   |          | 白金小女警，出動！           | 白金小女警登場           | 白金小女警出動啦！           | 長谷見沙貴 | 中村哲治        | 中村哲治   | 袴田裕二          | 髙木佑梨            | 4月14日       |
| 41   |          | 交換身份的小女警！           | 身體大交換               | 交換身份的小女警             | 影山由美   | 中村哲治        | 中村哲治   | 袴田裕二          | 清水まこと          | 4月14日       |
| 42   |          | 飛天粗暴小子！               | 飛天挖鼻男孩             | 火爆兄弟                     | 下山健人   | 渡辺純央        | 渡辺純央   | 渡辺奈月          | 鹿野良行            | 4月21日       |
| 43   |          | 拯救被綁架的尤教授！         | 拯救被虜的研究所成員     | 拯救被虜的研究所成員         | 古賀直樹   | 高山秀樹        | 高山秀樹   | 佐々門信芳        | 鹿野良行            | 4月28日       |
| 43   |          | 說謊家桃子的災難！           | 桃子說謊                 | 桃子說謊                     | 村山功     | 高山秀樹        | 高山秀樹   | 佐々門信芳        | 鹿野良行            | 4月28日       |
| 44   |          | 薰薰喜歡手臂上的二頭肌！     | 薰薰最喜歡二頭肌         | 薰薰最喜歡二頭肌             | 山田隆司   | 垂永士          | 杉山慶一   | アベ正己          | 立花コウキ          | 5月5日        |
| 45   |          | 桃子與青蛙王子！             | 桃子與青蛙王子           | 桃子與青蛙王子               | 浦沢義雄   | 植田秀仁と      | 植田秀仁と | 岡辰也            | 鹿野良行            | 5月12日       |
| 45   |          | 瑟杜莎消失的日子！？         | 蛇迪莎消失了嗎           | 瑟杜莎消失的日子             | 影山由美   | 植田秀仁と      | 植田秀仁と | 岡辰也            | 鹿野良行            | 5月12日       |
| 46   |          | 超級危機！？小女警vs.「他」！  | 飛天小女警大戰「架厘」       | ★超級危機 小女警vs.「架厘」      | 山田隆司   | 松田哲明        | 松田哲明   | 平塚知哉          | 髙木佑梨            | 5月19日       |
| 47   |          | 出外靠朋友，魔人啾啾與基妮！ | 同病相憐，魔人與金老師   | 基妮老師與馬騮阿祖           | 浦沢義雄   | 地岡公俊        | 後藤康徳   | 桑原幹根          | 鹿野良行            | 5月26日       |
| 47   |          | 飛天小小女警突然登場！       | 「小小女警」突然登場     | 飛天小小女警突然登場         | 浦沢義雄   | 地岡公俊        | 後藤康徳   | 桑原幹根          | 鹿野良行            | 5月26日       |
| 48   |          | 自由泡泡的奇蹟               | 自由泡泡的奇蹟           | 自由泡泡的奇蹟               | 長谷見沙貴 | 渡辺純央        | 渡辺純央   | 渡辺奈月          | 立花コウキ          | 6月2日        |
| 49   |          | 一撃必殺！？愛的光波！       | 一撃必殺，愛情愛情       | 一撃必殺，愛情愛情           | 高橋洋一   | 高山秀樹        | 高山秀樹   | アベ正己          | 鹿野良行            | 6月9日        |
| 49   |          | 魔人啾啾的看護日！           | 魔人移情別戀             | 馬騮阿祖移情別戀             | 山田隆司   | 高山秀樹        | 高山秀樹   | 佐々門信芳        | 鹿野良行            | 6月9日        |
| 50   |          | 打倒小女警合作聯盟！         | 打倒飛天小女警大聯盟     | 打倒飛天小女警大聯盟         | 浦沢義雄   | 植田秀仁        | 植田秀仁   | 岡辰也            | 前塚太一            | 6月16日       |
| 51   |          | 超越時空的小女警！           | 小女警飛越時空           | 超越時空的小女警             | 山田隆司   | 地岡公俊        | 地岡公俊   | 袴田裕二          | 髙木佑梨            | 6月23日       |
| 52   |          | 小女警，最後的戰役！         | 小女警最後之戰           | 小女警最後一戰               | 浦沢義雄   | 石黒育          | 石黒育     | 平塚友哉 大谷房代 | 鹿野良行            | 6月30日       |

## 播放電視台
| 播放地區       | 播放電視台   | 播放日期                                                        | 播放時間                                                                  | 聯播網         | 備註                                                |
| -------------- | ------------ | --------------------------------------------------------------- | ------------------------------------------------------------------------- | -------------- | --------------------------------------------------- |
| 關東廣域圈     | 東京電視台   | 2006年7月1日 - 2007年6月30日                                    | 星期六 07:00 - 07:30                                                      | 東京電視台系列 | 製作電視台                                          |
| 北海道         | TV北海道     | 2006年7月1日 - 2007年6月30日                                    | 星期六 07:00 - 07:30                                                      | 東京電視台系列 | 同時網上放送                                        |
| 愛知縣         | 愛知電視台   | 2006年7月1日 - 2007年6月30日                                    | 星期六 07:00 - 07:30                                                      | 東京電視台系列 | 同時網上放送                                        |
| 大阪府         | 大阪電視台   | 2006年7月1日 - 2007年6月30日                                    | 星期六 07:00 - 07:30                                                      | 東京電視台系列 | 同時網上放送                                        |
| 岡山縣、香川縣 | 瀨戶內電視台 | 2006年7月8日 - 2007年6月30日                                    | 星期六 06:30 - 07:00 星期六 07:00 - 07:30                                 | 東京電視台系列 | 第14話改為2006年10月6日放送 隔天10月7日同時網上放送 |
| 福岡縣         | TVQ九州放送  | 2006年7月5日 - 2007年7月4日                                     | 星期三 07:30 - 08:00                                                      | 東京電視台系列 | 延遲4日                                             |
| 日本全域       | AT-X         | 2006年8月1日 - 2007年7月24日                                    | 星期二 09:30 - 10:00 / 20:30 - 21:00 星期五 14:30 - 15:00 / 24:30 - 25:00 | 動畫專門CS放送 | 有重播                                              |
| 日本全域       | 卡通頻道     | 2007年4月1日 - 6月24日 2007年9月30日 - 12月30日 2011年 - 2013年 | 星期日 12:00 - 13:00 星期日 11:00 - 12:00 (連續播放2話) 23：00 - 23：30   | 動畫專門CS放送 | 有重播                                              |

日本海外
| 播放地區 | 播放電視台 | 播放日期                                                               | 播放時間                          | 日語原聲以外的播放版本                                           | 備註                                                                       |
| -------- | ---------- | ---------------------------------------------------------------------- | --------------------------------- | ---------------------------------------------------------------- | -------------------------------------------------------------------------- |
| 臺灣     | 卡通頻道   | 2008年1月21日 - 2月25日（第1-26集） 2008年7月1日 - 8月5日（第27-52集） | 星期一至五 18:30                  | 國語版本                                                         | 2月26日起從第1集開始重播 8月6日起從第27集開始重播 9月11日起從第1集開始重播 |
| 香港     | 翡翠台     | 2008年3月10日－5月22日                                                 | 星期一至五 放學ICU 節目時間內播出 | 粵語版本（TVB配音版），無綫電視粵語配音組配音員聲演 設中文字幕   | 3月24日、5月2日暫停播映                                                    |
| 香港     | 無線兒童台   | 2008年10月18日 - 2009年4月18日                                         | 星期六、日                        | 粵語版本（TVB配音版），無綫電視粵語配音組配音員聲演 不設中文字幕 | 2009年4月11日暫停播出                                                      |
| 香港     | 有線兒童台 | 2012年4月16日－6月26日                                                 | 星期一至五                        | 粵語版本（Cable版），自由身配音員聲演 不設中文字幕               |                                                                            |
| 香港     | 奇妙77台   | 2017年9月19日－11月29日                                                | 星期一至五                        | 粵語版本（Cable版），自由身配音員聲演 不設中文字幕               |                                                                            |